# Ursula Thielemann
Ursula "Ulla" Thielemann, née le 18 janvier 1960 à Hanau (Allemagne de l'Ouest), est une ancienne joueuse de hockey sur gazon allemande. Elle est médaillée d'argent aux Jeux de 1984.

## Carrière
Elle est détentrice d'une médaille d'argent olympique en 1984 et d'une médaille de bronze au niveau européen.

## Palmarès

### Jeux olympiques
- médaille d'argent du tournoi féminin en 1984 à Los Angeles,  États-Unis

### Championnats d'Europe
- médaille de bronze en 1984 à Lille,  France